# Šluknov
Šluknov (německy Schluckenau, hornolužickosrbsky Słanknow) je město v okrese Děčín, žije v něm přibližně 5 600 obyvatel. Je nejsevernějším městem České republiky, leží přibližně uprostřed Šluknovského výběžku v rozsáhlém údolí v oblasti mírné pahorkatiny s okolními vrchy 400 až 500 metrů nad mořem. Město bylo známé rozvinutým textilním průmyslem i jako regionální centrum betlémářství a varhanářství. Historické jádro je od roku 1992 městskou památkovou zónou. V místní části Rožany (Rosenhain) se nachází hraniční přechod do saského Sohlandu.

## Název
Ke slovanskému původu názvu odkazují středověké písemné prameny, např. tzv. Lužický kodex (1281), ve kterých je město zmiňováno jako Slaukenow, v mladších pramenech též Slaknaw (1359), Sluckenaw (1423), Slackenaw (1446), Ssluknow (1585). V německých kronikách se objevuje výraz Schlüttenau. Do vzniku Československa bylo město převážně známo pod německým toponymem Schluckenau. Po druhé světové válce byl název města formálně čechizován na Šluknov.

## Historie

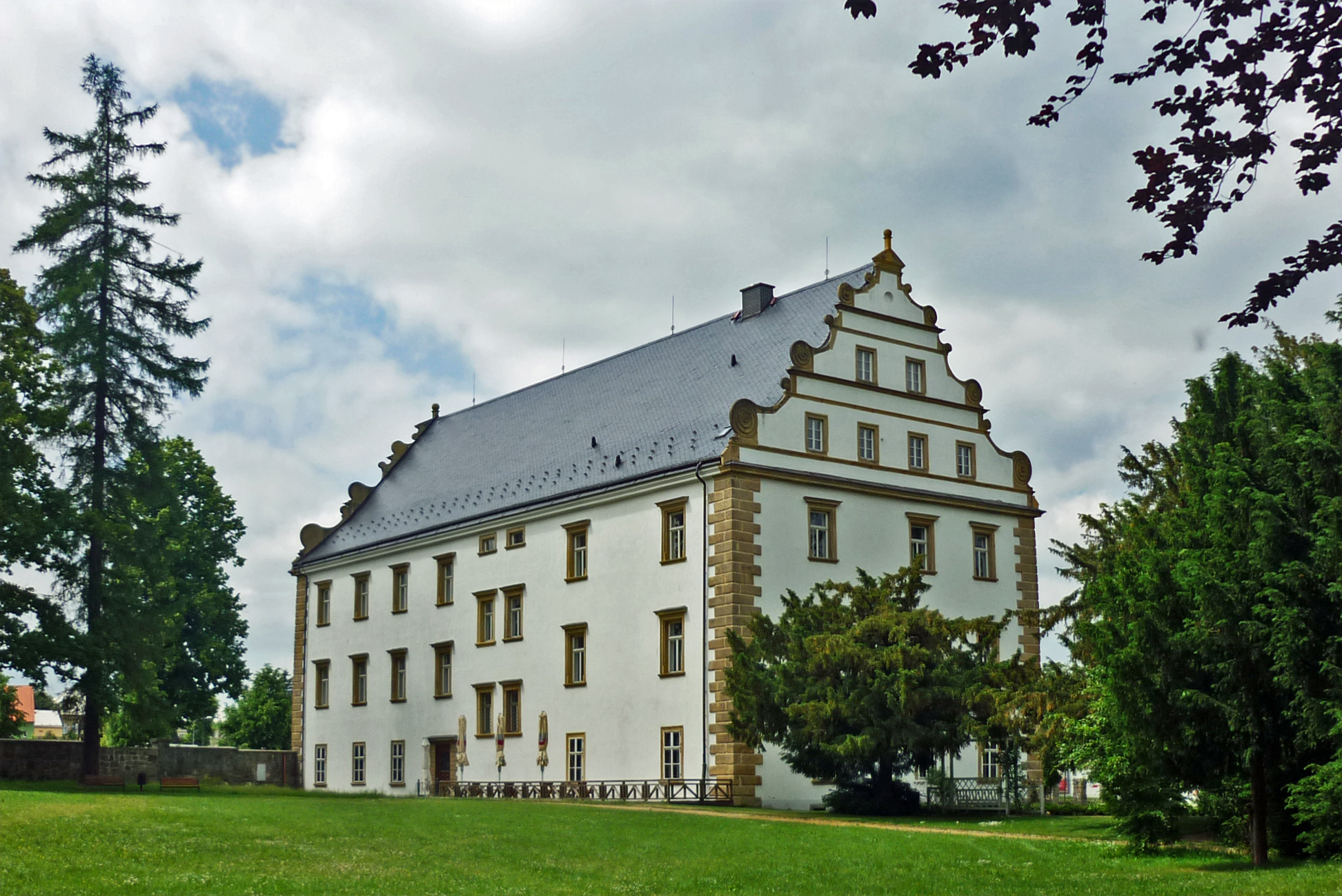
Šluknovský zámek

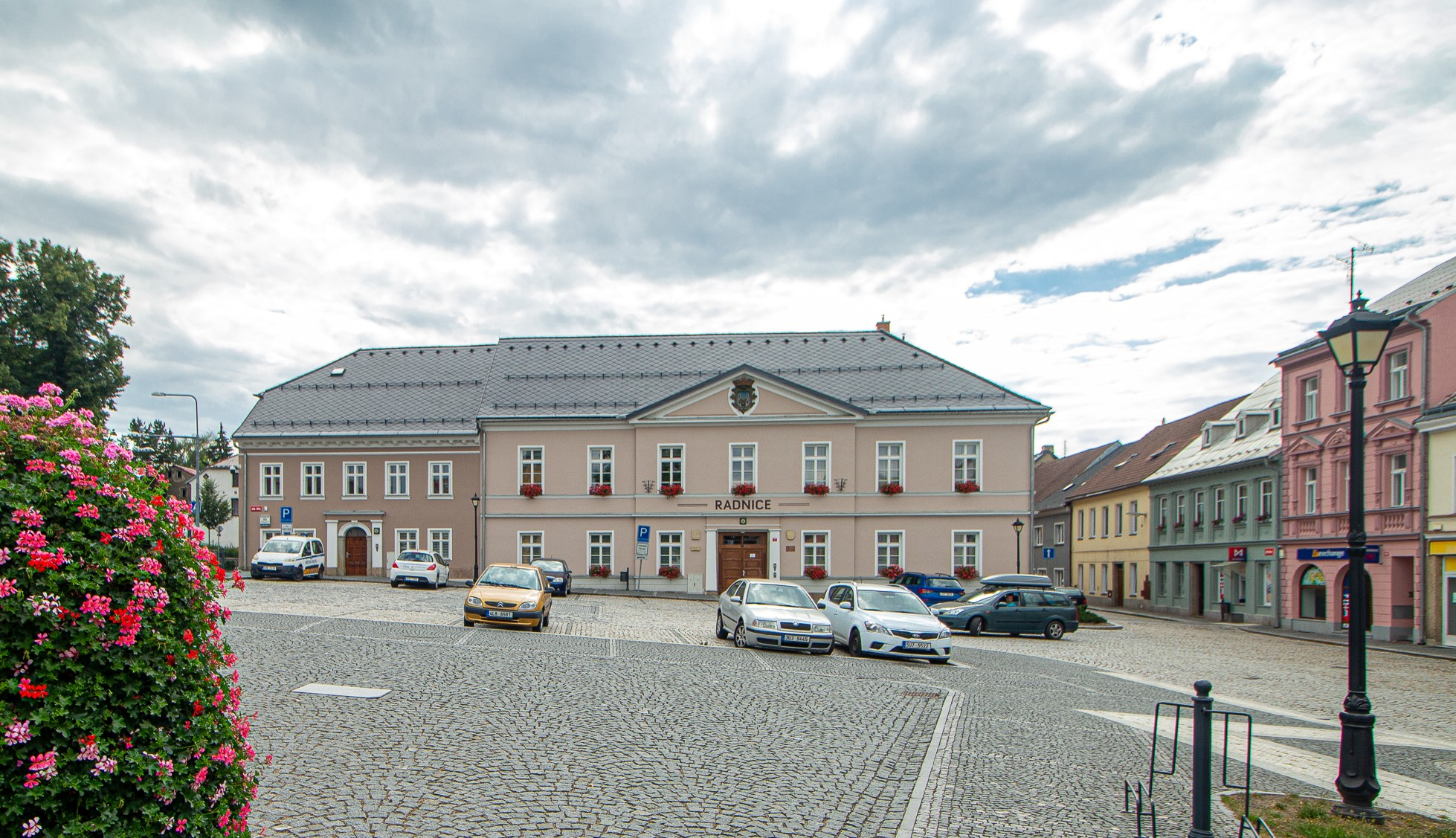
Budova radnice na náměstí Míru

Prvními pány oblasti byly podle dochovaných záznamů páni Berkové z Dubé, kteří měli državy jak na české straně hranice tak i na německé. Za jejich správy se Šluknov stal správním a hospodářským centrem české části jejich panství. Na žádost Hynka Berky byla obec v roce 1359 oficiálně povýšena na město.
Historické centrum má oválný půdorys s centrálním obdélníkovým náměstím. Není jasné jestli bylo město ve středověku opevněno. Existenci fortifikace naznačují některé názvy ulic, tvrzení Jaroslava Schallera o zbytcích hradby nebo nespolehlivá kresba z poloviny osmnáctého století, která zobrazuje Šluknov obehnaný palisádou. Naproti tomu popis v mapě prvního vojenského mapování zdůrazňuje absenci hradeb. Doložena je existence dvou bran, branky a příkopu.
Za vlády Jiřího z Poděbrad došlo po dobytí hradu Tolštejn ke konfiskaci majetku rodu Berků a tak se novými majiteli stal rod Vartenberků, kteří jej prodali. Město pak přecházelo poměrně rychle mezi dalšími pány, v roce 1485 jej do svého držení získali Šlejnicové. V počátcích třicetileté války se stalo majetkem hraběte Wolfganga z Mansfeldu a jeho syna Karla Adama. Během tohoto válečného konfliktu bylo město vážně poškozeno. Dědictvím panství nakonec přešlo na sestru Karla Adama, Žofii Anežku, provdanou hraběnku z Ditrichštejna. Po smrti Žofie Anežky panství zdědil její syn Filip Zikmund. V té době roku 1680 vypukla v kraji selská rebelie. Dalším majitelem šluknovského panství se sňatkem s dědičkou stal Alois Tomáš Rajmund z Harrachu. Harrachové Šluknov drželi do roku 1876. Od potomků dalšího majitele Ernsta Grumbta, obchodníka z Drážďan, panství odkoupil hrabě Ervín Leopold z Nostic-Rienecku, který byl majitelem až do roku 1945.

### Šluknov za druhé světové války
Město se nacházelo v oblasti s převahou německy mluvícího obyvatelstva, které se v roce 1938 postavilo na odpor československým úřadům. Němečtí povstalci převzali nad oblastí vojenskou kontrolu a 1. října 1938, tj. ihned po uzavření Mnichovské dohody, byl výběžek obsazen německou armádou. Vyvrcholením obsazení byla 4. října návštěva města Šluknov Adolfem Hitlerem. V následujícím referendu o připojení k Říši hlasovalo 3580 z 3589 oprávněných voličů pro připojení.
Dne 9. května 1945 ráno se do města začaly probojovávat předsunuté jednotky 33. pěšího pluku 7. polské divize a 4. ukrajinského frontu sovětské armády.

### Poválečná historie
Po válce započal odsun německého obyvatelstva. Z původního, k německé národnosti se hlásícího obyvatelstva, mohlo ve Šluknovském výběžku zůstat zhruba 10 % občanů, kteří byli označeni za antifašisty, odborníky v průmyslových oborech nebo žili ve smíšeném česko-německém manželství. Region a město bylo v průběhu čtyřicátých až šedesátých let osidlováno navrátivším se českým obyvatelstvem, občany z mnoha regionů středních a východních Čech, z Vysočiny, ale také Lužickými Srby, slovenskými Romy, Rusíny a volyňskými Čechy. Během Akce Ř byly na Šluknovsko nuceně přemístěny členky ženských řeholních řádů z různých částí Československa. Ve šluknovském domově důchodců poté v letech 1960–1972 působily boromejky z Prahy, v letech 1972–1990 satmarky ze Slovenska. Zpřetrhané historické regionální vazby, slabý vztah nového obyvatelstva k regionu, okrajovost oblasti v rámci státu vedly k postupnému chudnutí bohatého průmyslového města. Po roce 2010 nabyly některé části Šluknova statusu sociálně vyloučené lokality, šluknovské sídliště se stalo příkladem obchodu s chudobou. Napjatá situace eskalovala regionálními občanskými nepokoji v roce 2011.

## Přírodní poměry
Město se nachází v severních Čechách nedaleko hranic s německou spolkovou zemí Sasko. Je po něm pojmenován Šluknovský výběžek (dříve též České Nizozemí), tedy oblast českého pohraničí rozkládající se mezi Saským Švýcarskem a Žitavskými horami.
| Růžice kompasu |                     | Sohland an der Spree | Neusalza-Spremberg             | Růžice kompasu |
| Růžice kompasu | Velký Šenov, Lipová | Sever                | Jiříkov, Ebersbach-Neugersdorf | Růžice kompasu |
| Růžice kompasu | Velký Šenov, Lipová | Šluknov              | Jiříkov, Ebersbach-Neugersdorf | Růžice kompasu |
| Růžice kompasu | Velký Šenov, Lipová | Jih                  | Jiříkov, Ebersbach-Neugersdorf | Růžice kompasu |
| Růžice kompasu | Mikulášovice        | Staré Křečany        | Rumburk, Seifhennersdorf       | Růžice kompasu |

### Geologie
Horninové podloží v regionu je budováno jedním z nejstarších evropských hlubinných těles – lužickým plutonem vznikajícím během kadomské orogoneze. Dominantní horninou je granodiorit, který je prostoupen žilným doprovodem v podobě doleritu, který se v okolí Šluknova těží, jako ušlechtilý dekorační kámen, a prodává pod komerčním názvem šluknovský syenit. Území proráží menší tělesa třetihorních vulkanitů – olivinických bazaltoidů na vrchu Špičák (481 m n. m.) a na Partyzánském vrchu (530 m n. m.) a subvulkanických brekcií na Křížovém vrchu nad městem.
V období pleistocénu do regionu zasahoval kontinentální ledovec, který pokrýval plochy v současných nadmořských výškách 350–450 m n. m. Zalednění prokazují četné nálezy nordických hornin (baltských pazourků i ålandských granitoidů) uložených v glacifluviálních sedimentech v nivách Rožanského a Lesního potoka a řeky Sprévy.

### Geomorfologie
Střed města leží v nadmořské výšce 340 m. Krajinný ráz široké šluknovské kotliny dokreslují výrazné vrchy Šluknovské pahorkatiny – na severu Židovský vrch (378 m n. m.), na západě Ptačí vrch (400 m n. m.) a Partyzánský vrch (530 m n. m.), na východě Jitrovník (510 m n. m.). Jižní části města dominuje Křížový vrch (401 m n. m.) s přístupnou geomorfologickou raritou, tzv. Malými varhanami, které jsou příkladem sloupcové odlučnosti čediče. Na jih od města se tyčí Grohmanova výšina (463 m n. m.).

### Vodstvo

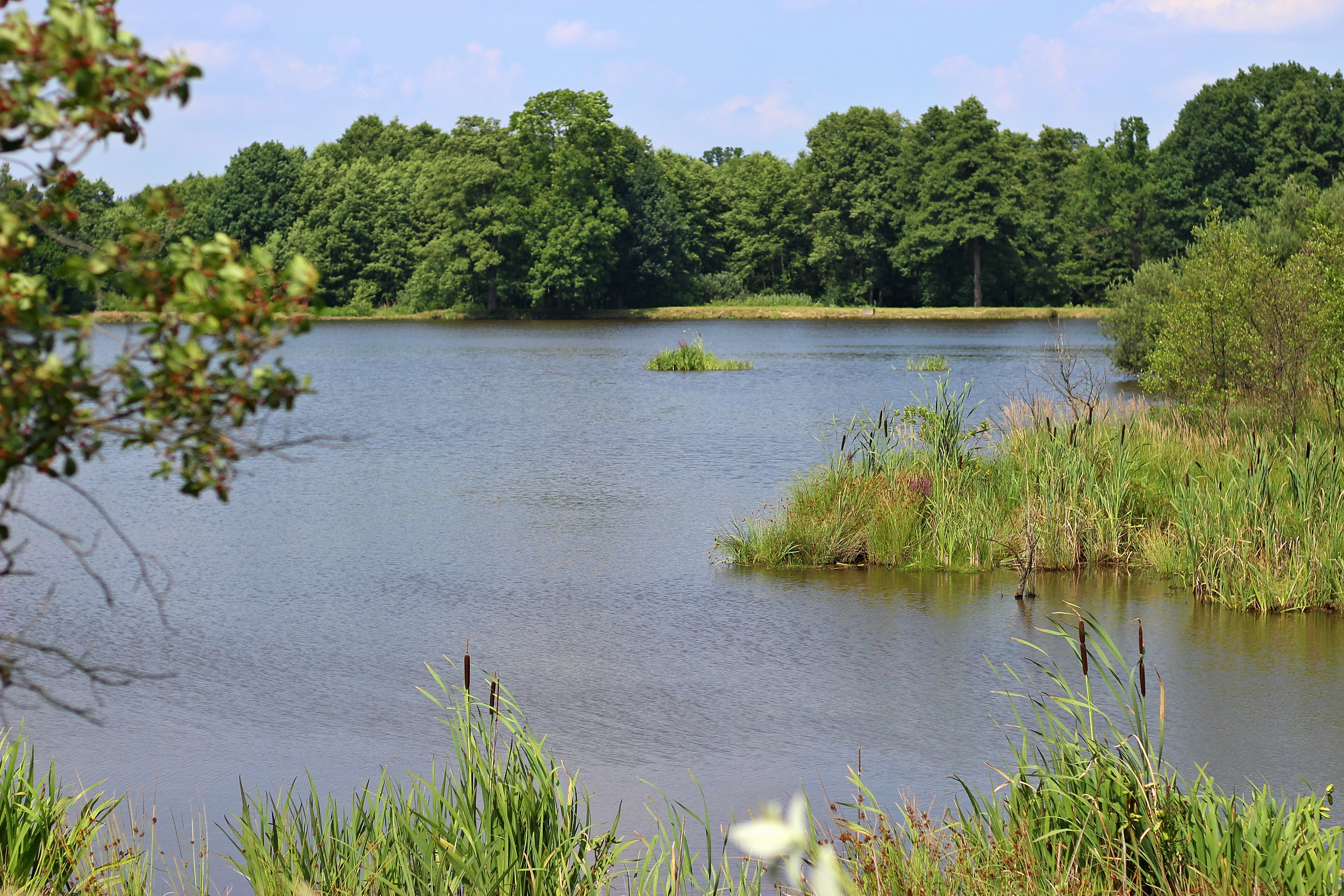
Luční rybník

Městem protéká Šluknovský potok a Stříbrný potok, který se nedaleko ssv. okraje města vlévá do Rožanského potoka. Oblast je odvodňována řekou Sprévou, do které se Rožanský potok vlévá u města Sohland an der Spree. Na východním okraji města se nachází několik větších vodních ploch. V kaskádě Lesního potoka to je Lesní, Luční a Bobří rybník. Největším rybníkem v katastru města je průtočný Šluknovský rybník. K dalším vodním nádržím patří Zámecký a Pivovarský rybník v centru města, Zezulák a druhý Pivovarský rybník při jižním okraji Šluknova.

### Příroda ve městě a v jeho okolí
Klimaticky region spadá mezi mírně teplé oblasti (MT4), je ovlivňován doznívajícím oceánickým podnebím. Krajina Šluknovského výběžku se vyznačuje vyšší lesnatostí (46 %) oproti republikovému průměru. Půdy jsou v oblasti chudé, jen výjimečně využívané jako orná půda, převažují pastviny a louky. Okolí Šluknova je pramennou oblastí s bohatým výskytem mokřadů a drobných vodotečí, které byly v průběhu 20. století intenzivně odvodňovány a meliorovány.
Nejbližším maloplošně chráněným územím je přírodní památka Vlčice, vyhlášená v roce 2022, na severních svazích stejnojmenného vrchu (513 m n. m.). Z velkoplošně chráněných území je městu nejblíže CHKO Labské pískovce nacházející se 7 km jižně hranic města.
Šluknovsko je významným teritoriem vlka eurasijského. Na vodních plochách v okolí lze pozorovat jeřába popelavého. Důl Schweidrich je regionálně důležitým zimovištěm netopýrů. V zachovalých fragmentech bučin na Hrazeném roste měsíčnice vytrvalá. Ze vzácných druhů rostlin se na mokřadech ojediněle vyskytuje zábělník bahenní a sítina ostrokvětá, na letněných rybnících lze nalézt ostřici šáchorovitou, úpor trojmužný, tajničku rýžovitou, na vlhkých písčinách roste třezalka rozprostřená. Vlhké louky jsou typickým stanovištěm pro řebříček bertrám, štírovník bažinný či pomněnku hajní. Z vodních rostlin se v potocích vyskytují hvězdoše, lakušníky a rdesty.

## Obyvatelstvo
|                                                                                             | 1869   | 1880   | 1890   | 1900   | 1910   | 1921   | 1930   | 1950  | 1961  | 1970  | 1980  | 1991  | 2001  | 2011  | 2021  |
| ------------------------------------------------------------------------------------------- | ------ | ------ | ------ | ------ | ------ | ------ | ------ | ----- | ----- | ----- | ----- | ----- | ----- | ----- | ----- |
| Obyvatelé                                                                                   | 11 995 | 12 390 | 12 527 | 12 983 | 13 685 | 12 414 | 13 479 | 6 428 | 6 128 | 5 820 | 6 204 | 5 568 | 5 658 | 5 606 | 5 611 |
| Domy                                                                                        | 1 604  | 1 791  | 1 825  | 1 966  | 2 036  | 2 110  | 2 258  | 2 179 | 1 234 | 1 173 | 1 057 | 1 153 | 1 166 | 1 256 | 1 360 |
| Data z let 1869 až 1950 (obyvatelstvo přítomné), od roku 1961 (pouze obyvatelstvo bydlící). |        |        |        |        |        |        |        |       |       |       |       |       |       |       |       |

Při sčítání lidu, provedeném dne 1. prosince 1930, měl politický okres Šluknov 53 256 obyvatel, z toho soudní okres Šluknov měl 28 217 obyvatel a soudní okres Haňšpach (později Lipová) měl 25 039 obyvatel.

## Obecní správa
Šluknov se skládá z osmi částí rozkládajících se na osmi katastrálních územích:
- Šluknov (k. ú. Šluknov)
- Císařský (k. ú. Císařský)
- Harrachov (k. ú. Královka)
- Královka (k. ú. Královka)
- Království (k. ú. Království a Fukov)
- Kunratice (k. ú. Kunratice u Šluknova)
- Nové Hraběcí (k. ú. Nové Hraběcí)
- Rožany (k. ú. Rožany)

## Hospodářství
K rozmachu lehkého, převážně textilního průmyslu v celém Šluknovském výběžku došlo s nástupem parních strojů v polovině 19. století. K následnému rozvoji přispělo zavedení železniční trati do doposud izolované oblasti Rakousko-Uherska. Česká severní dráha zprovoznila trať v roce 1869 nejprve do Rumburku, v roce 1873 do odlehlejšího Šluknova. Vrcholným průmyslovým obdobím se pro region stala první třetina 20. století, kdy bylo v severních Čechách zaměstnáno až 69 000 osob v textilních odvětvích, v roce 1939 jen ve Šluknovském výběžku 42 000 osob. Šluknov se řadil mezi centra tkalcovské a přádelní výroby. Po druhé světové válce byly podniky znárodněny, ale ve většině z nich se výroba zachovala, nebo se transformovala na jiná odvětví. Se změnou politického režimu po sametové revoluci a s ní související privatizací, zánikem zavedených exportních trhů či špatným vedením, přišel kolaps průmyslového odvětví v regionu a postupný zánik většiny podniků. Ve městě se k roku 2023 udržel pouze potravinářský podnik TOPOS a. s. a Kamenoprůmyslové závody, s. r. o. Od roku 1995 ve Šluknově působí PLASTON CR, s. r. o., podnik zaměřený na výrobu plastových obalů zaměstnávající zhruba 150 osob.

### Industriální dědictví Šluknova

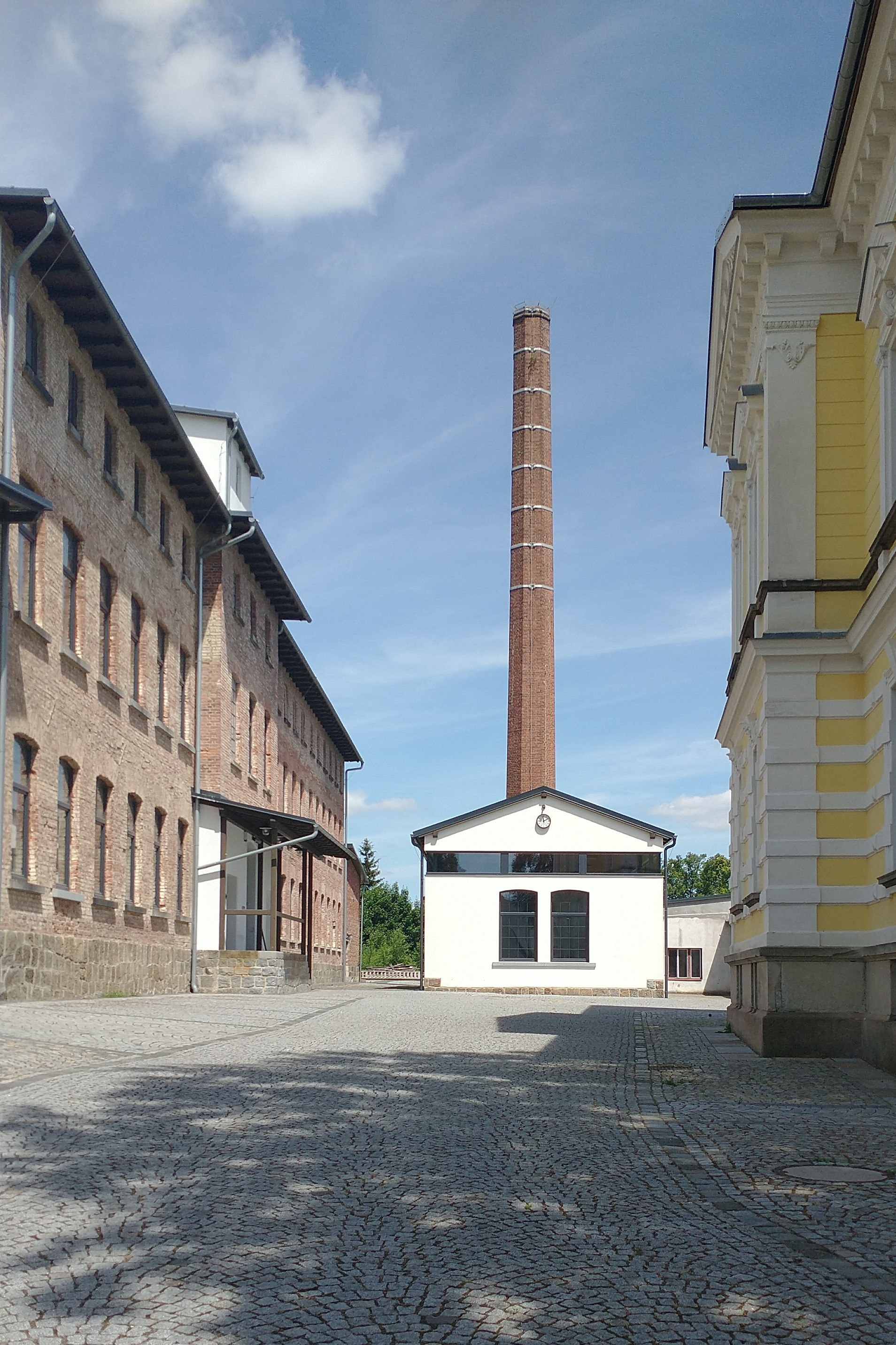
Areál bývalé továrny Rudolf Worf

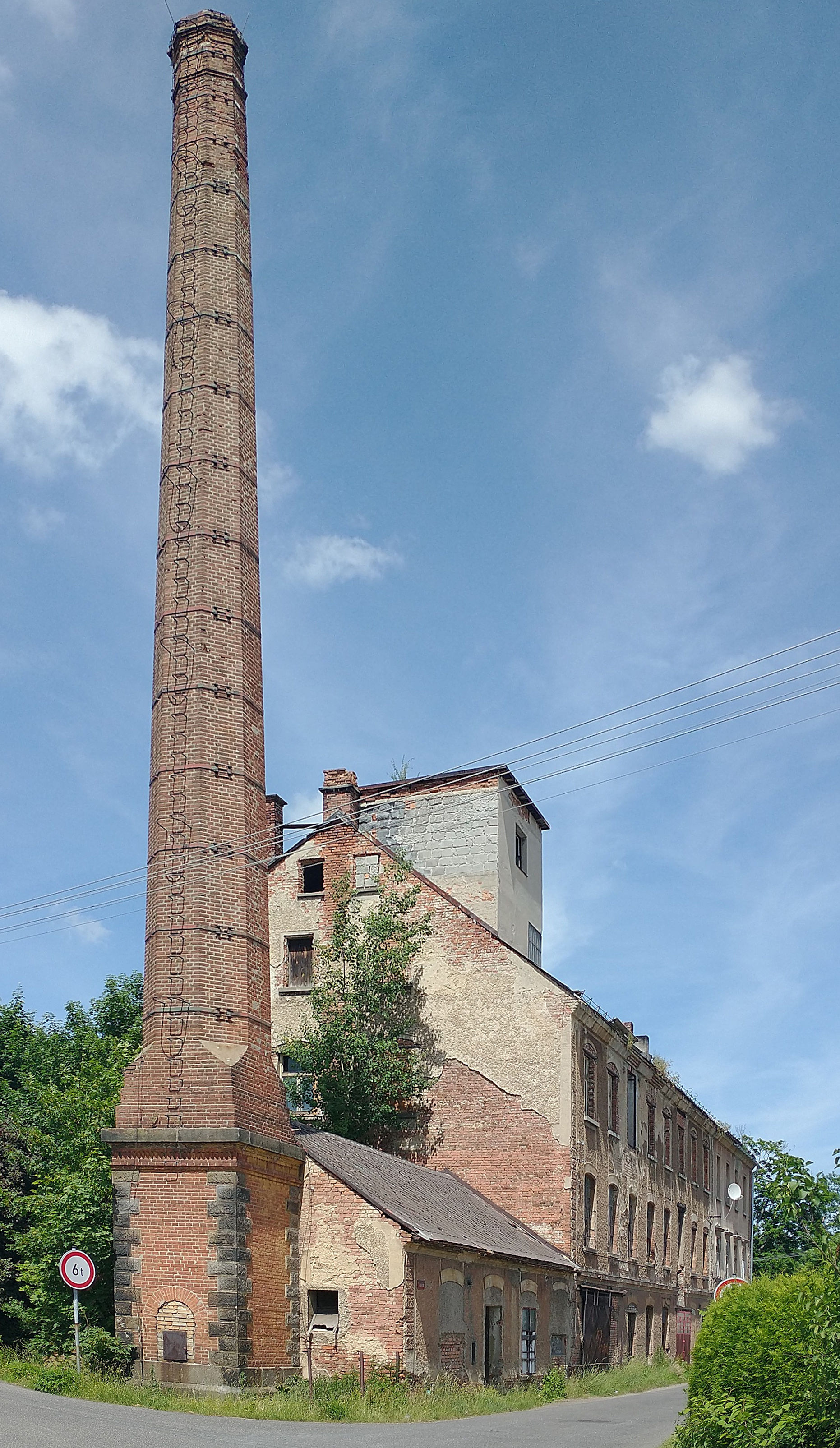
Budova bývalé továrny Lederer a spol.

Bohatou průmyslovou historii města připomínají velkorysé, typologicky pestré industriální budovy a areály, které od devadesátých let 20. století chátrají nebo byly zdemolovány. Ty stávající stále představují potenciál pro investory i originální turistickou atrakci. Ve městě působily následující významné podniky:
Wilhelm Webertovárna na bavlněné samety (výstavba 1881–1883, 1891–1903; ul. Královská), úspěšná továrna na výrobu bavlněných šatovek a šátků, později známá výrobou bavlněných sametů. Po druhé světové válce válce znárodněna, po roce 1951 sídlo podniku TOPOS n. p., který areál využívá i v roce 2023.
Wilhelm Spölgentovárna na zpracování kamene (1881, 1889–1906; ul. Nádražní), specializace na náhrobní kameny, dlažební kostky a obklady, znárodněna pod Severočeský průmysl kamene Česká Lípa, n. p. V roce 2023 funguje jako Kamenoprůmyslové závody, s.r.o.
Franz Johann Millerzávod na výrobu flanelů (1888; ul. Rumburská), podnik se specializoval na výrobu flanelů, prostěradel a velurových přikrývek. Znárodněn pod Sdružené bavlnářské závody Praha, n. p. Sloužil jako skladiště. Po roce 2010 prošla hlavní budova necitlivým zateplením, měl zde vzniknout výzkumný institut, firma skončila v insolvenci.
Rudolf Worfúpravna látek a šlichtovna (1888–1889; ul. Dr. M. Horákové), dobře zachovalý a citlivě rekonstruovaný areál. Wenzel Jänchen, tkalcovna a úpravna (1893–1894, 1907–1908; ul. Dvořákova), podnik na úpravu bavlněných látek, po roce 1928 adaptován na strojírnu a autodílnu. Později znárodněn pod TOPOS n. p., dále sloužil jako skladiště potravin. V roce 2023 ve vlastnictví PLASTON CR, s.r.o.
Eiselt & Lauermanntovárna na výrobu plsti (1905–1906, 1916–1917, 1920, 1925–1929; ul. Zeyerova a Tovární), podnik zaměřený na lisování a mykání bavlny. Po druhé světové válce znárodněn pod MITOP Mimoň n. p. (závod 07 Šluknov). Budova valchovny zbourána po roce 2000.
Wilhelm Weberpřádelna bavlny a skárna (1894–1897, 1912, 1928; ul. Tovární), po roce 1945 byl podnik znárodněn pod různé bavlnářské závody, fungoval do roku 2006 jako Bekon a. s. Areál poté chátral a prošel postupnou demolicí.
Adolf Pietschmanntkalcovna, skárna a šlichtovna (1904–1906, 1912; m. č. Císařský), výrobna bavlněných a polovlněných látek, s mladší přístavbou skárny a šlichtovny. Ve 20. letech 20. století exportně zaměřená na Velkou Británii. Po roce 1945 znárodněna a začleněna pod Velveta n. p. Po roce 2000 areál zchátral a je z větší části zdemolován. Rodina Pietschmannů si v letech 1927–1928 nechala podle návrhu architekta Hanse Richtera postavit honosnou vilu, která je reprezentativním příkladem meziválečné funkcionalistické vilové architektury ve Šluknově.
Franz Krause jun.mechanická tkalcovna pestrého zboží (1888, 1912; ul. Rumburská), tkalcovna se soustředila na výrobu bavlněných dek, flanelů, barchetů a barevných látek. Po válce znárodněna pod Sdružené bavlnářské závody n. p., později pod Cotona n. p., Seba n. p. a Flanela n. p. V roce 2023 je budova v soukromém vlastnictví, stále dobře zachovalá.
Johann Waldhauser jun.tkalcovna, úpravna a šlichtovna (1899, 1908–1912, 1913–1914; ul. Jungmannova), rozsáhlý a dobře zachovalý areál, později znárodněný pod Sdružené bavlnářské závody n. p. V roce 2023 zde sídlí soukromá firma s textilní výrobou.
Heinrich & Fischermechanická tkalcovna technických tkanin (1919; ul. Svojsíkova), firma se soustředila na výrobu hasičských hadic, konopných a lněných textilních řemenů, popruhů, dopravních pásů z vlny a bavlny. Byla silně exportně zaměřená na indický, egyptský a australský trh. Po druhé světové válce byla znárodněna pod Technolen Lomnice nad Popelkou n. p. V sedmdesátých letech se podnik restrukturalizoval na výrobky z lisovaného polystyrenu. Od devadesátých let se firma jmenovala CEPOL-CZ, zkrachovala v roce 2010. Od té doby areál chátrá.
Lederer a spol.závod na výrobu přikrývek (1914; ul. Zeyerova), závod se specializoval na výrobu přikrývek, bavlněných šatovek a ložních barchetů. Po válce byl znárodněn pod Sdružené bavlnářské závody n. p., později součástí Cotona n. p. Dále sloužil jako sklad potravinářského zboží. Areál je i v roce 2023 v téměř intaktním stavu.Gebrüder Friese, mechanická tkalcovna a přádelna (1896, m. č. Rožany), továrna se specializovala na výrobu podlahových tkanin. Později znárodněna. Ještě v 90. letech se zachovalou textilní výrobou pod firmou Bytex. Později byl areál zbourán, zbyl z něj pouze tovární komín.
Albin Liebischtovárna na výrobu motocyklů (1931, m. č. Kunratice), mimo textilní továrny byl Šluknov, resp. Kunratice, proslaven výrobou motocyklů Čechie-Böhmerland, kam se jejich výroba přesunula z Krásné Lípy v roce 1931. Motocykly se v Kunraticích vyráběly ještě za druhé světové války. Po válce byl Liebischův majetek zkonfiskován, výrobní areál byl postupně přesunut pod místní JZD a v roce 1964 zbourán.

### Pivovarnictví ve Šluknově

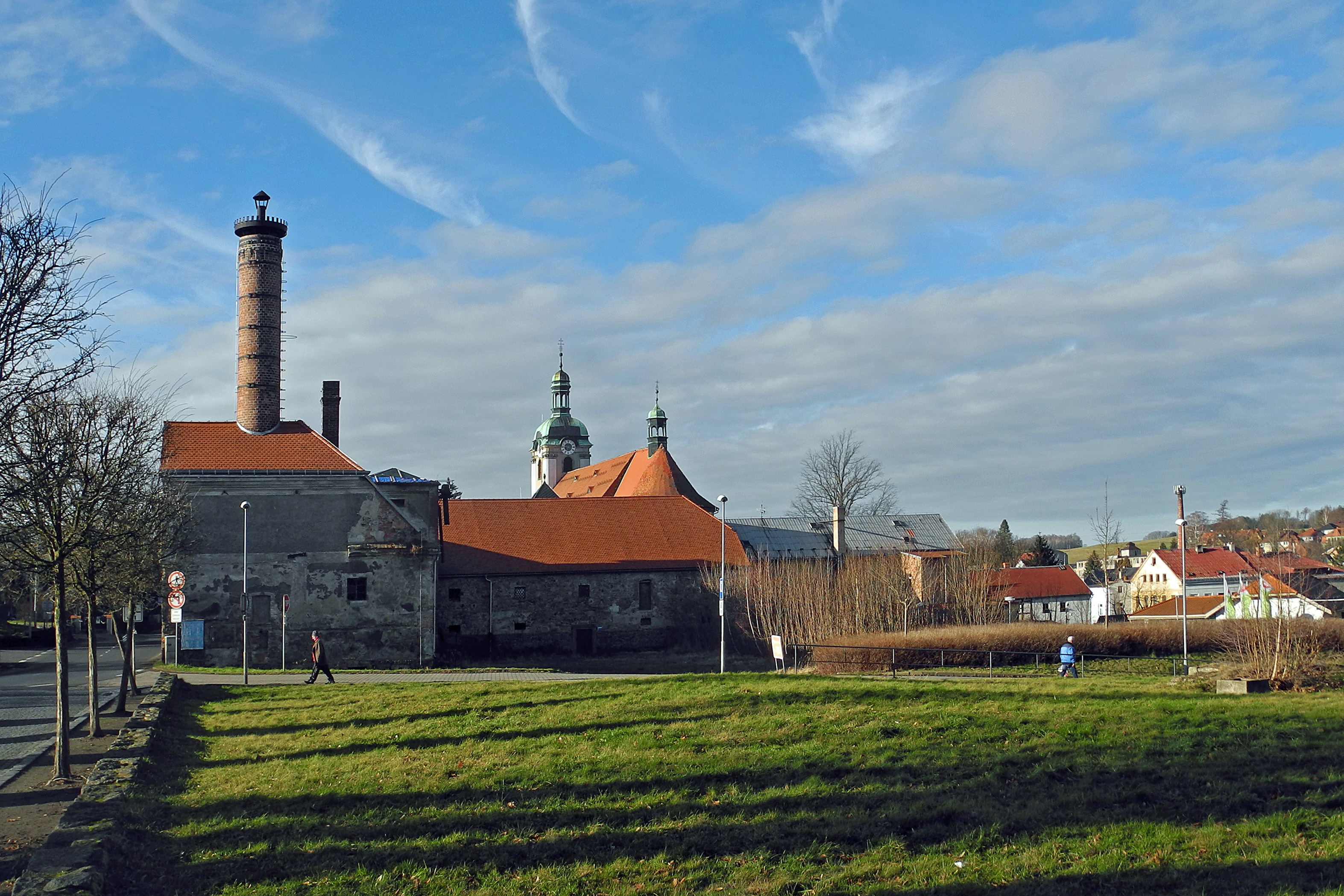
Sladovna původního zámeckého pivovaru

Právo várečné městu udělil Jiří ze Šlejnic, majitel šluknovsko-tolštejnského panství, v roce 1552. Město si jej drželo po mnoho staletí. Ve 2. polovině 19. století se ve městě nacházely dva pivovary – zámecký a měšťanský. Součástí zámeckého pivovaru byla sladovna a zahrada, kde se pěstoval chmel. V roce 1876 koupil šluknovské panství saský podnikatel Ernst Grumbt, který roku 1888 pivovar pronajal právovárečnému měšťanstvu. Oba pivovary měšťané provozovali současně, ale várky postupně v měšťanském pivovaru snižovali a v roce 1914 zde výroba skončila zcela. Ve třicátých letech 20. století měl zámecký pivovar roční výstav 30 000 hl piva, podobně jako velký pivovar v Děčíně-Podmoklech. Po druhé světové válce byl šluknovský pivovar začleněn do Severočeských pivovarů Louny n. p. (závod Děčín, provoz Šluknov). Výroba piva, především světlého ležáku Sprévar, ve Šluknově probíhala do roku 1977. Areál zámeckého pivovaru poté chátral. Město se od roku 2016 pokouší o postupnou rekonstrukci areálu sladovny. Od roku 2018 se na přelomu srpna a září v zámeckém parku konají pivní slavnosti.

## Doprava
Městem vedou silnice II/266 a železniční trať Rumburk–Sebnitz, na které se nachází železniční stanice Šluknov a zastávka Šluknov zastávka.

## Společnost

### Školství
Ve městě se nachází Mateřská škola Šluknov, Základní škola Josefa Vohradského a Speciální základní škola a Praktická škola, Šluknov.
Do města byla z Varnsdorfu roku 1954 po zrušené průmyslové textilní škole přesunuta škola lesnická. V letech 1958–1959 škola založila menší arboretum při Sukově ulici, od roku 1967 systematicky buduje rozsáhlé arboretum v Kunraticích. V roce 1992 byla v této vzdělávací instituci zavedena výuka oboru Ochrana přírody a prostředí. Jednalo se o první střední školu v ČSFR s možností studia takového oboru. Obor byl zrušen v 10. letech 21. století z důvodu nízkého počtu hlásících se studentů. Škola samotná prošla nedávnou restrukturalizací a je známa pod názvem Střední lesnická škola a Střední odborná škola Šluknov.

### Sport
Ve Šluknově mají dlouhou sportovní tradici fotbal, volejbal, motokros a kuželky. Fotbalový klub, volejbalový i kuželkářský oddíl užívají názvu SK Šluknov. Hlavní městský sportovní areál byl postupně budován po druhé světové válce v prostoru mezi Žižkovou ulicí a ul. Sv. Čecha. Fotbalový stadion s tribunou byl zprovozněn v roce 1983, v roce 2023 nese název stadion Slávy Novotného. Původně škvárové hlavní hřiště bylo zatravněno v roce 1999.
Volejbalisté hrají na antukových hřištích, v zimním období využívají zázemí tělocvičny ZŠ Josefa Vohradského. Část antukového areálu byla v roce 2015 přebudována na písková hřiště určená pro plážový volejbal. Šluknov pravidelně pořádá venkovní antukový turnaj – memoriál Jiřího Ducháče.
Motokrosové závodiště bylo zprovozněno v roce 1960 na Stříbrné louce u Stříbrného vrchu, kdy se v ten samý rok konaly první závody. Kuželkářský oddíl byl založen v roce 1966, v roce 2023 užívá kuželnu se dvěma dráhami při Budyšínské ulici.
Šluknovem prochází trasy mezinárodního ženského etapového cyklistického závodu Tour de Feminin i amatérského jednodenního závodu Tour de Zeleňák.

### Turistika
60. výročí oslavila organizovaná turistika ve městě v roce 2017. Na jejích počátcích stáli bratři František a Eduard Bienertovi, kteří byli propagátory regionální turistiky i značkaři turistických tras. Ve městě aktivně působí odbor Klubu českých turistů, který v roce 2020 vyznačil 23 km nových turistických tras.
Šluknovem prochází tři cyklotrasy.
 č. 211 Ráj – Kytlice – Rožany, hraniční přechod (93 km)
 č. 3042 Filipov – Šluknov (16 km)
 č. 3043 Filipov – Dolní Poustevna (35 km)
Město má rovněž propracovaný systém naučných stezek realizovaných ve spolupráci s místní lesnickou školou.

### Média
Městský úřad vydává od roku 1995 Šluknovské noviny (dříve pod názvem Šluknovský zpravodaj), v roce 2023 v nákladu 900 ks.

## Pamětihodnosti
- Renesanční Šluknovský zámek

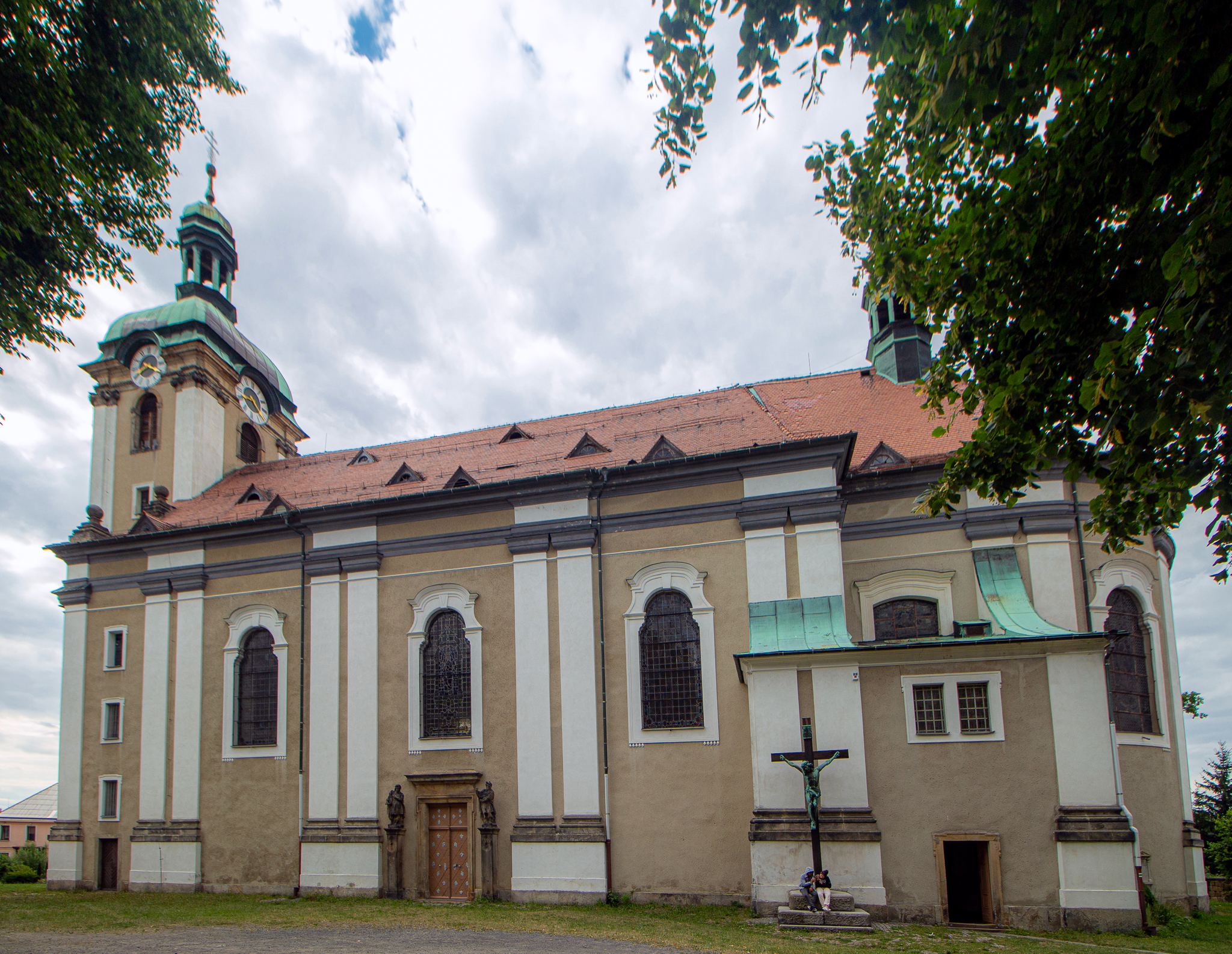
Kostel svatého Václava

- Raně barokní kostel svatého Václava, který začal farnosti sloužit v roce 1714, čtyři roky poté, co byl původní kostel zničen požárem
- Empírová kašna z roku 1794 a barokní morový sloup od Josefa Kleina na náměstí Míru
- Křížová cesta se souborem soch Getsemanské zahrady
- Bývalé lázně Karlovo údolí
- Důl Schweidrich
- Památkově chráněné domy a usedlosti
- Sochy světců

### Památné stromy
- Dub červený ve Šluknově [souř 1]
- Dub letní v Kunraticích u Šluknova [souř 2]
- Jasan ztepilý v Karlově údolí [souř 3]
- Jedle nikkoská ve Šluknově [souř 4]
- Jedlovec kanadský ve Šluknově [souř 5]
- Jedlovec Mertensův ve Šluknově [souř 6]
- Körnerův dub ve Šluknově [souř 7]
- Lípa na náměstí ve Šluknově [souř 8]
- Lípa ve Svojsíkově ulici [souř 9]
- Líska turecká ve Šluknově [souř 10]

### Městská památková zóna
Zahrnuje jádro města s pozdně gotickými dispozicemi a boční ulice vybíhající k hodnotnější vilové a venkovské zástavbě, kterou reprezentují pro region typické podstávkové domy. Jádro města bylo obklopeno středověkými hradbami. Městská zástavba vyniká barevnou střídmostí a užitím tradičních střešních krytin (břidlice, režné tašky, vláknocementové české šablony). Dochovaly se též četné historické konstrukce od středověku po 1. polovinu 20. století.

## Osobnosti Šluknova
Jedná se převážně o osoby, které se ve městě narodily, zemřely anebo v něm nějakou dobu pobývaly. Osobnosti jsou řazeny podle roku narození.
- Karl Josef Holfeld (1738–1807), houslový virtuos, koncertní mistr Národní opery v Paříži[84][85]
- Dominik Kindermann (1739–1817), malíř, kreslíř a portrétista
- Ferdinand Kindermann (1740–1801), litoměřický biskup a pedagog, reformátor školství
- Eleonora Schwabová-Richterová (1757–nez.), klavíristka na saském královském dvoře[86]
- Friedrich Egermann (1777–1864), rytec skla, sklářský technolog a podnikatel
- Wenzel Karl (1802–1870), kněz, botanik (farář ve Fukově a v Království)
- Laurenz Zellner (1825–1906), lékař, politik, poslanec Českého zemského sněmu (působil a zemřel ve Šluknově)
- Hans Richter (1882–1971), německý architekt (narozen v Království)
- Alfred Rosche (1884–1947), sudetoněmecký právník, politik (NSDAP) a velitel jednotky SA
- Fritz Lehmann (1889–1957), architekt
- Johann Greif (1892–1937), český politik německé národnosti a poslanec československé Poslanecké sněmovny
- Olga Hayduk (1896–1988), malířka
- Kurt Oberdorffer (1900–1980), historik a archivář
- Josef Vohradský (1902–1943), učitel, sokol a vlastenec, čestný občan města in memoriam[87]
- Josef Voříšek (1902–1980), letecký konstruktér, designér, fotograf (zemřel ve Šluknově)
- František Bienert (1911–1990), textilní odborník, propagátor turistiky, šluknovský patriot[88]
- Jana Krejcarová (1921–1981), básnířka, prozaička a výtvarnice;  na začátku 50. let 20. stol. krátce zaměstnaná v textilní továrně v Rožanech[89]
- Hansjörg Bitterlich (1923–1998), opat kláštera řeholních kanovníků svatého Kříže v Silzi (Tyrolsko)
- Dagmar Glaser-Lauermann (* 1927), německá malířka
- Václav Teplý (1928–2016), katolický kněz, salesián, disident, čestný občan města
- Karel Lankaš st. (1930–2009), pedagog, lesník (dlouholetý ředitel šluknovské lesnické školy)[90]
- Winfried Böhm (* 1937), pedagog, představitel personalistické pedagogiky
- Pavel Brümer (1946–2015), zpěvák
- Hana Fousková (1947–2015), spisovatelka, básnířka, výtvarnice
- Jindřich Marek (* 1952), historik, spisovatel, novinář
- Jan Frydrych (* 1953), sklářský výtvarník, pedagog[91]
- Jiří Vejdělek (* 1972), scenárista a režisér
- Lukáš Bíba (* 80. léta 20. století), fotograf

## Šluknov v kultuře
Šluknov byl zmíněn jako "kuřácká metropole" v divadelní hře Vyšetřování ztráty třídní knihy z produkce Divadla Járy Cimrmana.
V roce 2019 se na několika lokacích ve městě natáčel film Bourák. Šluknov je zde uváděn pod fiktivním názvem Šlukdorf.

## Galerie

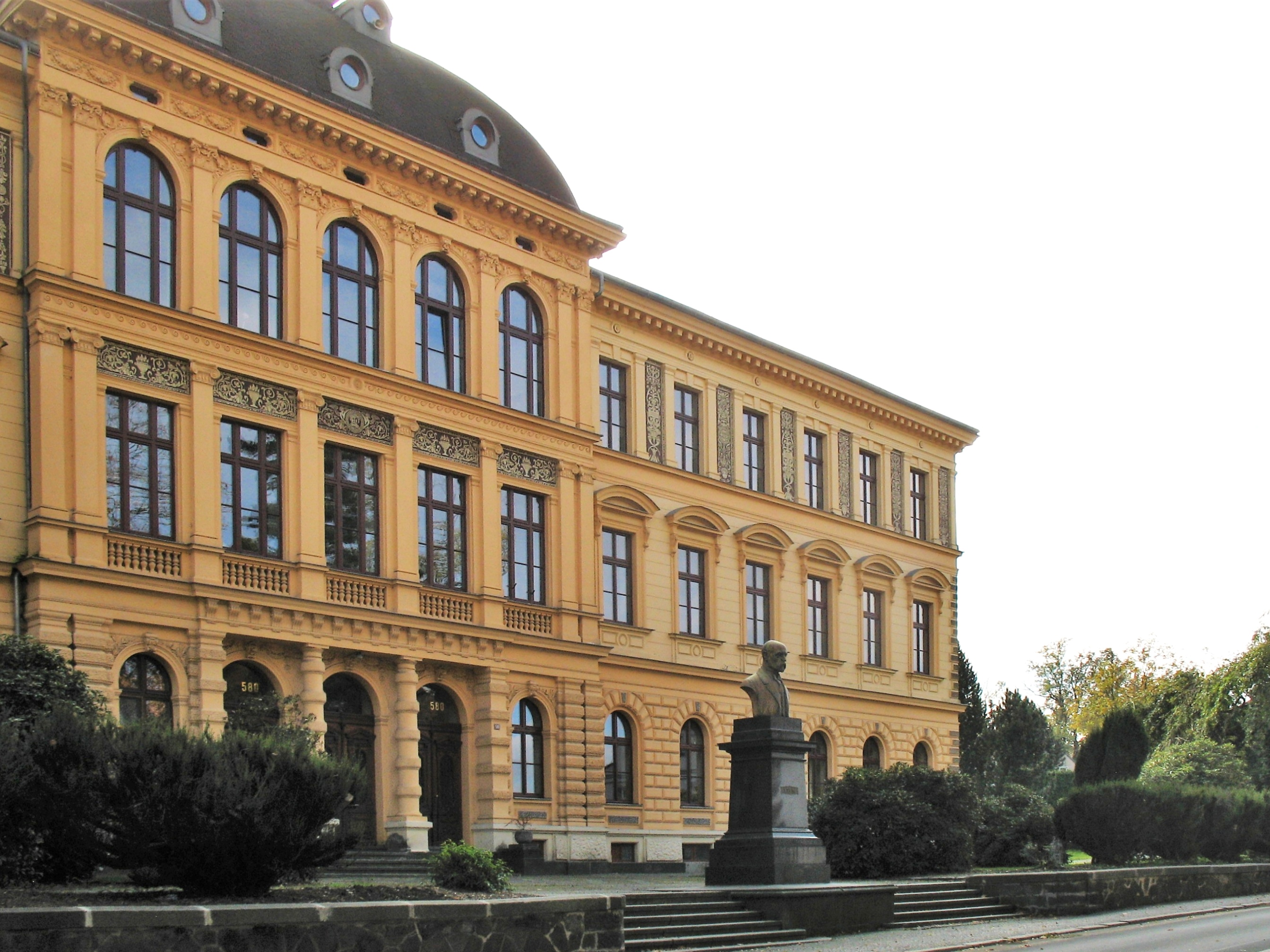
Střední lesnická a odborná škola
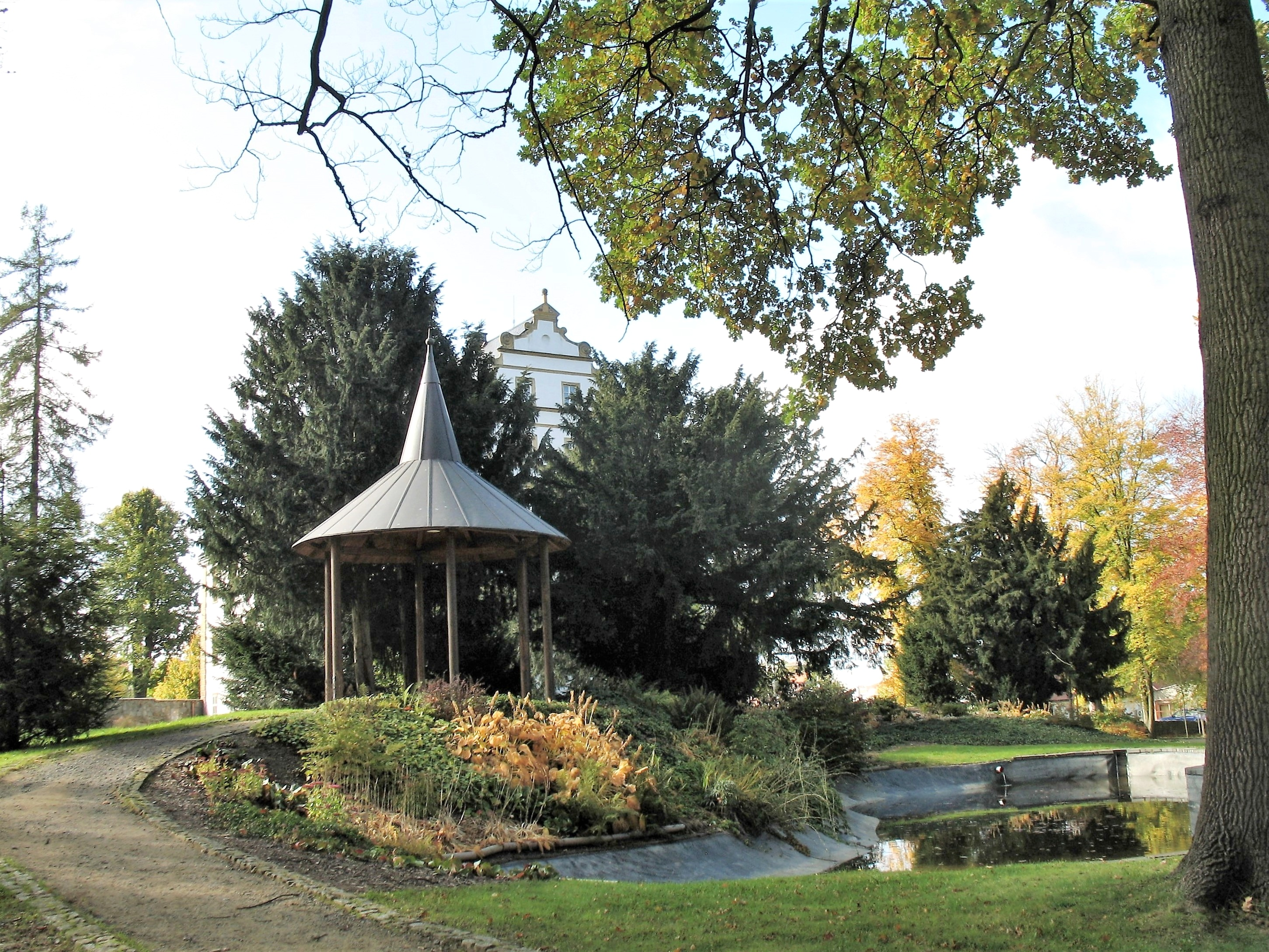
Zámecký park
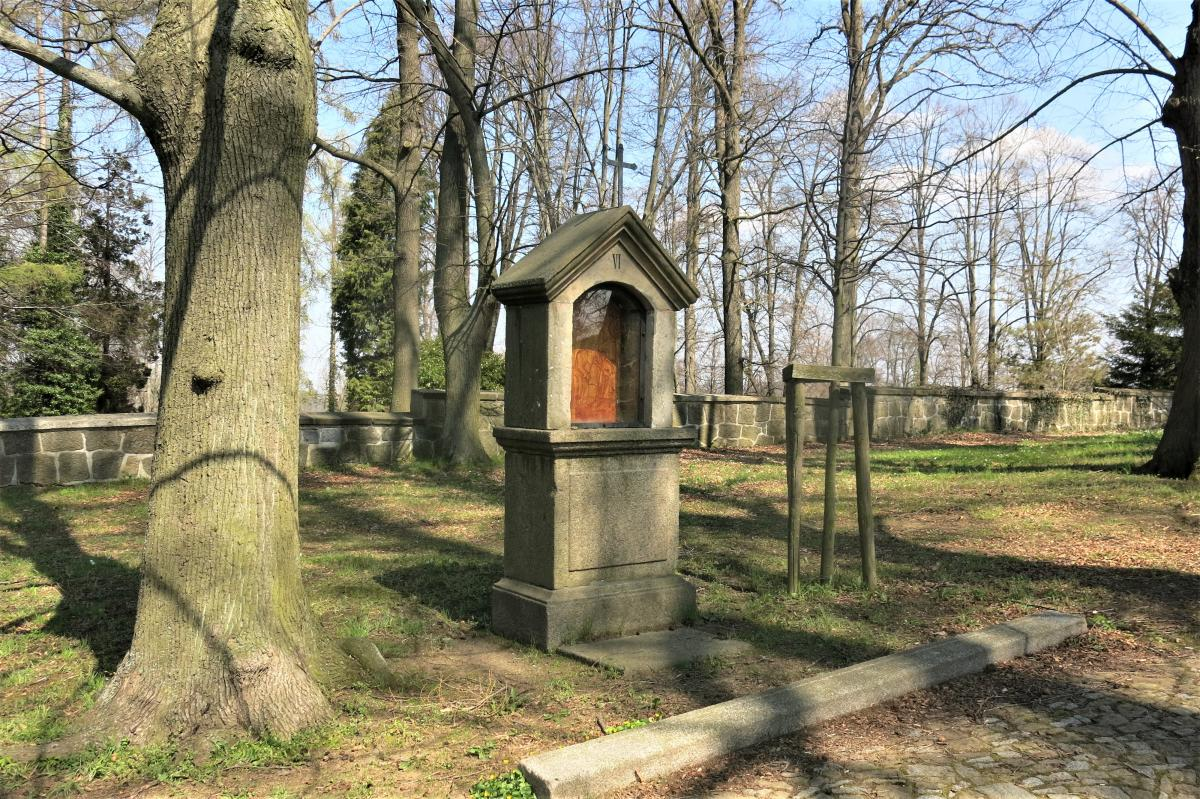
Křížová cesta
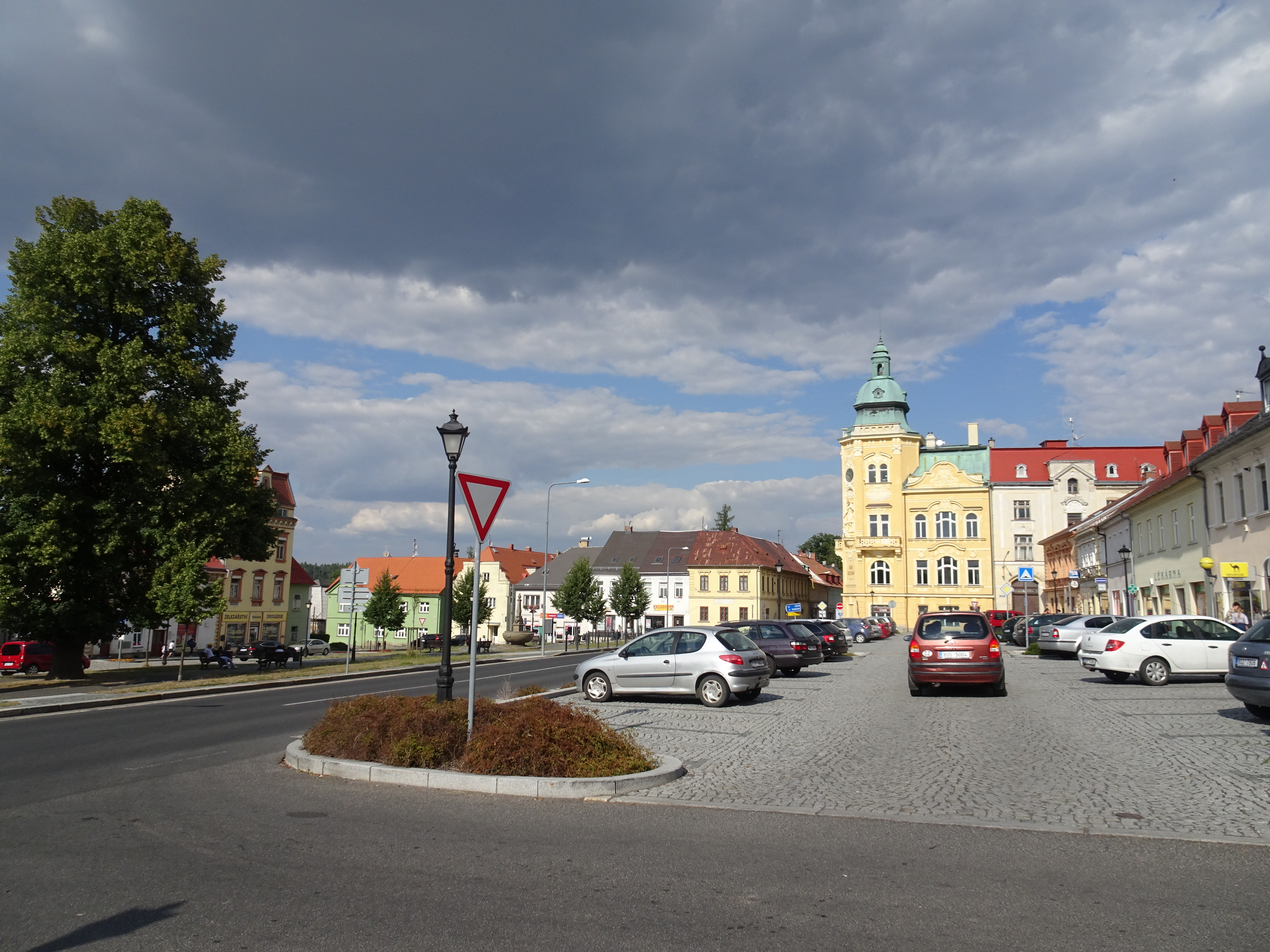
Náměstí Míru
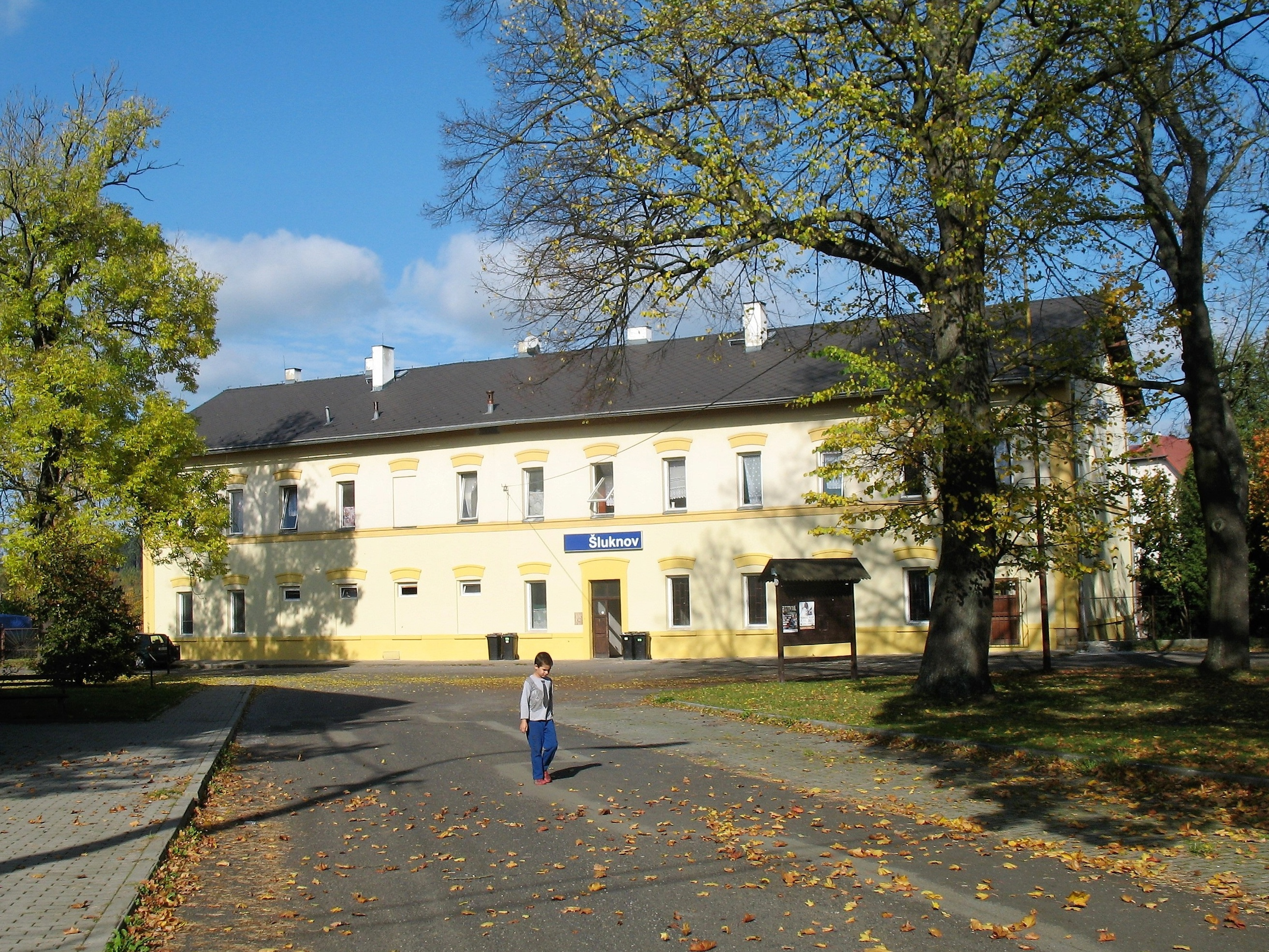
Železniční stanice Śluknov
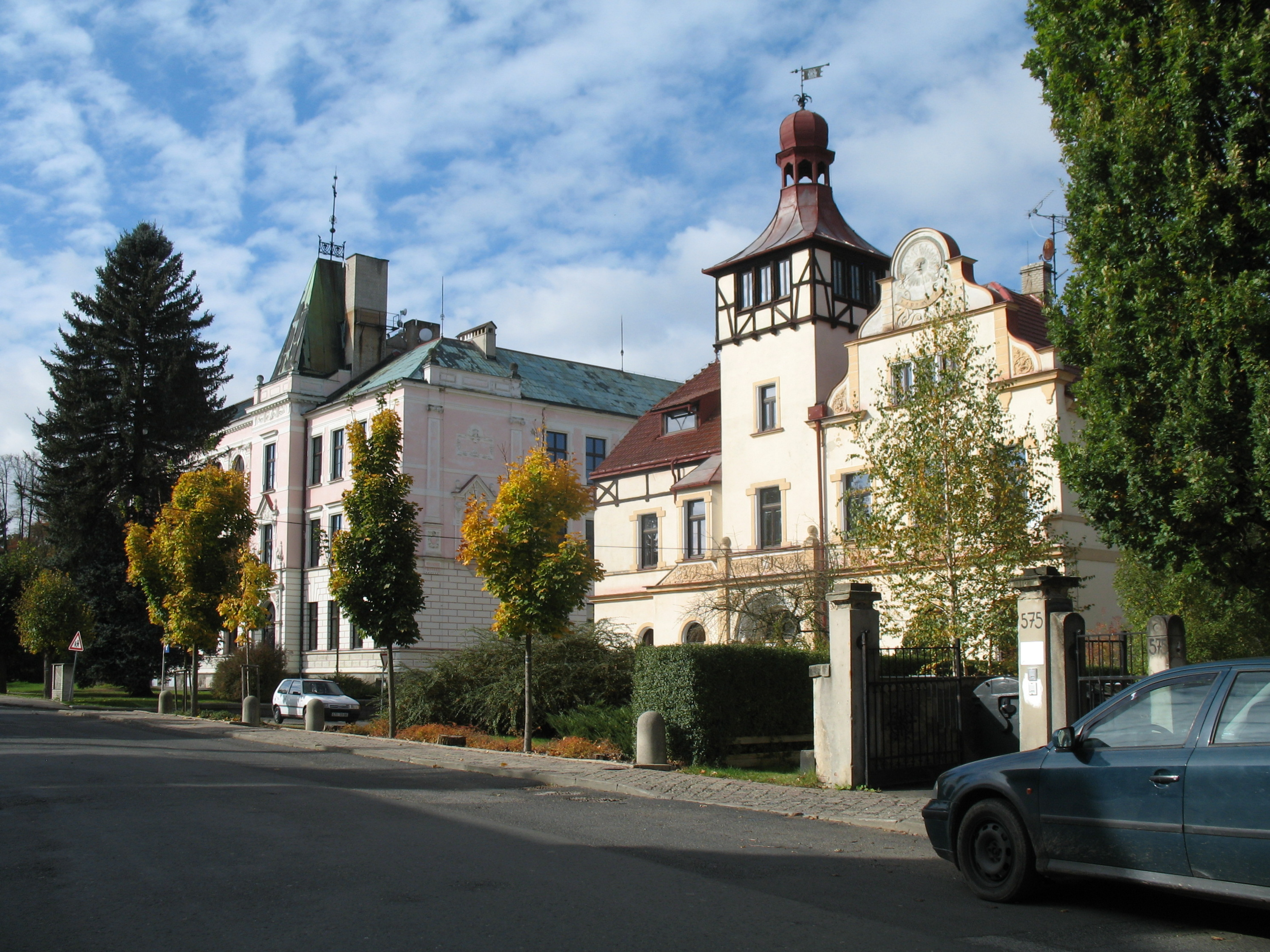
ZŠ J. Vohradského (vlevo), budova bývalé turnhalle (vpravo)
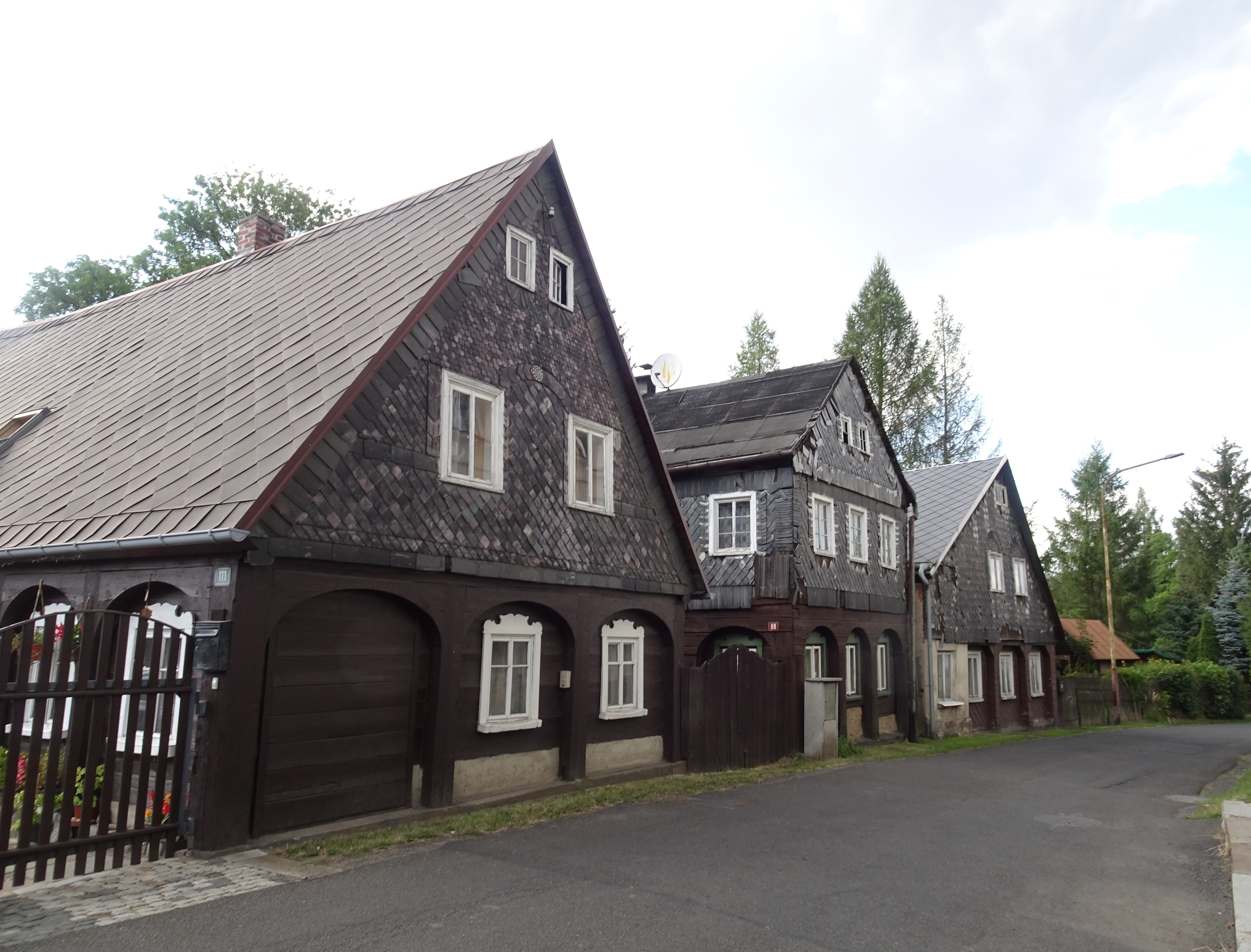
Podstávkové domy v ul. Na Příkopě
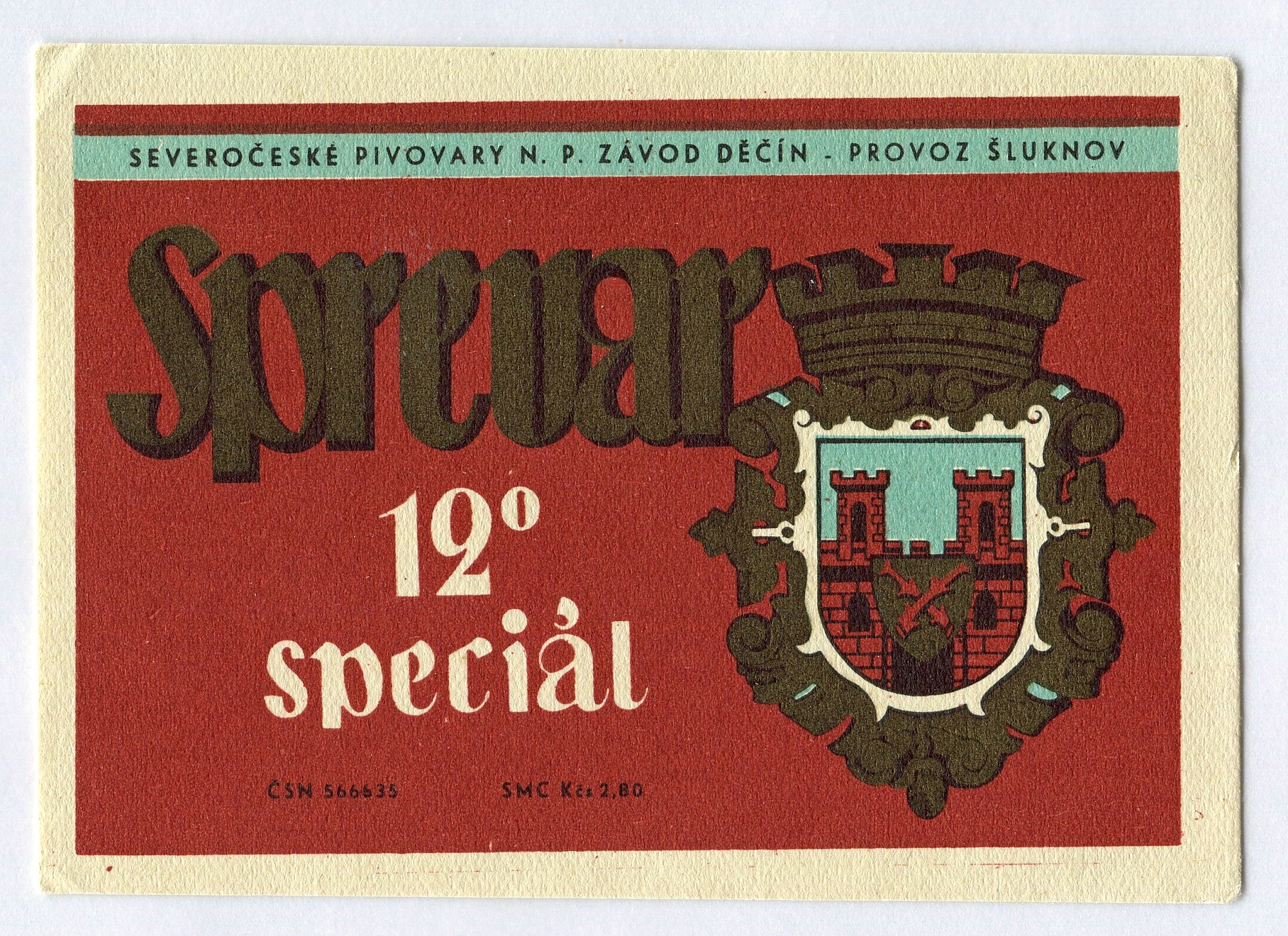
Etiketa piva Sprévar ze 70. let 20. století

### Souřadnice
1. ↑  51°0′12″ s. š., 14°27′44″ v. d.
2. ↑  50°58′58″ s. š., 14°26′27″ v. d.
3. ↑  50°59′26″ s. š., 14°28′9″ v. d.
4. ↑  51°0′23″ s. š., 14°27′27″ v. d.
5. ↑  51°0′21″ s. š., 14°27′32″ v. d.
6. ↑  51°0′9″ s. š., 14°27′5″ v. d.
7. ↑  51°0′23″ s. š., 14°27′28″ v. d.
8. ↑  51°0′9″ s. š., 14°27′6″ v. d.
9. ↑  51°0′3″ s. š., 14°27′12″ v. d.
10. ↑  51°0′11″ s. š., 14°27′42″ v. d.